# Пігмаліон

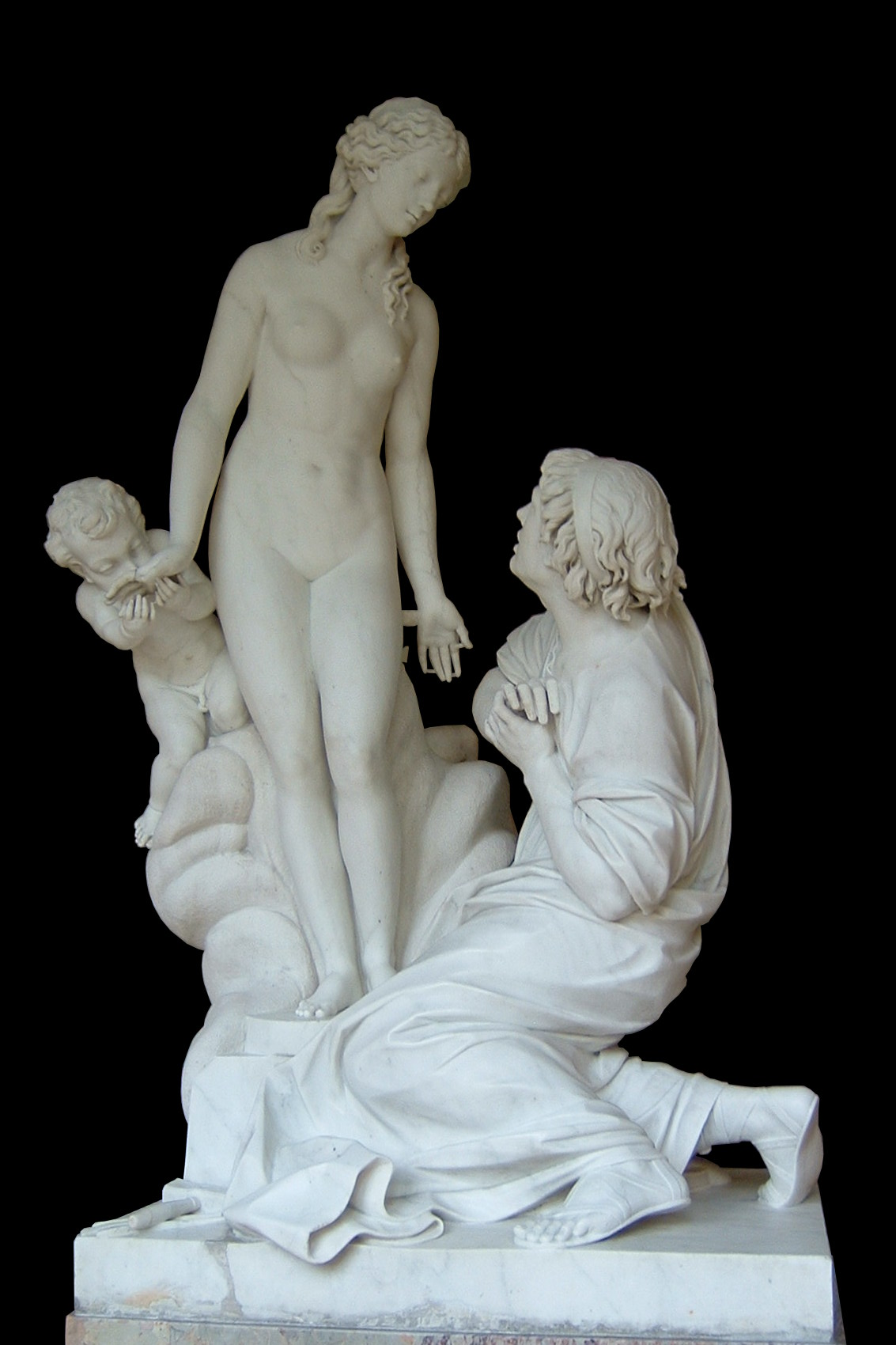
Пігмаліон та Галатея, мармур. Фальконе.

Пігмаліо́н (грец. Πυγμαλίων) — у давньогрецькій міфології скульптор, цар Кіпру. Він начебто цурався кохання і жіночого товариства. Зробив із слонової кістки статую прекрасної жінки й закохався в неї. На його благання Афродіта оживила статую, яка дістала ім'я Галатея і стала дружиною митця. Син Пігмаліона й Галатеї Пафос став епонімом південнокіпрського міста, де був центр культу Афродіти.
Мотиви міфа відображено в літературі (Овідій, Жан-Жак Руссо, Бернард Шоу, Г. Кайзер, Є. Баратинський), в образотворчому мистецтві та скульптурі (Ж. Б. Ванлоо, Ф. Буше, Пабло Пікассо, Етьєн Моріс Фальконе й інші).
Метафорично Пігмаліон — людина, закохана у свій витвір.